# Первая киевская гимназия
Первая киевская гимназия — мужское среднее учебное заведение в Киеве, преобразованное из Главного народного пятиклассного училища указом императора Александра I от 5 ноября 1809 года. Указом от 13 октября 1811 года Первая гимназия была приравнена в правах к высшим учебным заведениям Российской империи, и эта дата в дальнейшем считалась официальной датой её основания. К столетию этого события в 1911 году гимназия получила право именоваться Императорской Александровской гимназией. Прекратила существование после революции 1917 года.
Здание гимназии на углу Университетского бульвара и Владимирской улицы ныне используется как «жёлтый корпус» Киевского университета.

## История
Основана в 1809 году в рамках школьной реформы 1804 года, по которой главные народные училища были реформированы в гимназии. Особым уставом 13 октября 1811 года она была отнесена к высшим учебным заведениям. В том же году гимназия переехала с Подола в Кловский дворец.
В 1847 году по классицистическому проекту городского архитектора Беретти началось сооружение для гимназии специального здания, в которое она въехала 10 лет спустя. До 1857 года это здание использовалось Владимирским кадетским корпусом, строительство здания для которого затянулось. При этом же здании располагалась казённая квартира попечителя Киевского учебного округа (где, в частности, жил занимавший эту должность в 1858—1861 гг. Николай Пирогов).
С 1874 года Первая гимназия стала «классической». В 1911 году, по случаю 100-летия со дня основания, гимназия была переименована в Императорскую Александровскую. По сведениям К. Паустовского, гимназию планировалось преобразовать в лицей, но так как раз в эти дни выпускник гимназии Богров убил премьер-министра П. А. Столыпина, это было сочтено не вполне удобным.
Александровская гимназия после закрытия — одно из основных мест действия романа М. Булгакова «Белая гвардия», где она подробно описывается изнутри и снаружи. Также здесь происходит прощание полковника Турбина с юнкерами в пьесе «Дни Турбиных». К. Паустовский узнал в пьесе «вестибюль нашей гимназии и сторожа „Максим Холодная Вода“ — честного и прилипчивого старика». Сам Паустовский, поступивший в гимназию в 1902 году, в своей автобиографической повести так описывает её глазами приготовишки:

Широкая чугунная лестница, стёртая каблуками до свинцового блеска, вела вверх, где был слышен грозный гул, похожий на жужжание пчелиного роя.
— Не пугайся, — сказала мне мама. — Это большая перемена.
Мы поднялись по лестнице. <…> Мы прошли с мамой через белый актовый зал с портретами императоров. Особенно запомнился мне Александр Первый. Он прижимал к бедру зеленую треуголку. Рыжеватые баки торчали по сторонам его кошачьего лица. Он мне не понравился, хотя за его спиной скакали по холмам кавалеристы с плюмажами. Мы прошли через зал в кабинет к инспектору Бодянскому — тучному человеку в просторном, как дамский капот, форменном сюртуке.

После революции 1917 года в здании гимназии размещался наркомат просвещения, с 1920 года — Всенародная библиотека Украины, отдельные кафедры Академии наук, после Великой Отечественной войны — академические институты истории, археологии, литературы, языкознания и другие учреждения. Об этом времени напоминают мемориальные доски в честь наркома просвещения В. Затонского, учёных С. Ефремова, И. Огиенко, Д. Чижевского.
С 1959 года в здании гимназии расположен Гуманитарный корпус Киевского университета имени Т. Шевченко (так называемый жёлтый корпус).
- Фото из книги, посвященной 100-летию гимназии
- Гимназисты перед зданием гимназии.
- Вестибюль гимназии
- Актовый зал
- Библиотека
- Гимназическая церковь
- Урок географии
- Большая перемена
- Урок военной гимнастики
- Гимназисты в комнате для занятий
- Дортуар
- Каток перед зданием гимназии
- Пряжка ученика Первой Киевской гимназии, XIX в. Национальный музей истории Украины, Киев

## Персоналии
Известные преподаватели гимназии перечислены в этом списке. Пожалуй, наиболее известен среди них историк Николай Костомаров.
Среди самых известных воспитанников — писатели М. Булгаков и К. Паустовский, художник Н. Ге, экономист Н. Х. Бунге, поэт Н. В. Гербель, историк литературы Н. И. Стороженко, нарком просвещения А. В. Луначарский, политик А. Шульгин, историки М. Ростовцев и Е. Тарле, певец А. Вертинский, предприниматель М. Терещенко. Подробнее см. выпускники Первой Киевской гимназии.

### Директора
- 1811—1819 — надворный советник Яков Семенович Мышковский
- 1819—1835 — статский советник Григорий Андреевич Петров
- 1835—1844 — коллежский советник Александр Григорьевич Петров
- 1844—1857 — статский советник Александр Петрович Любимов
- 1857—1862 — статский советник Александр Карлович Дёллен
- 1862—1890 — действительный статский советник Алексей Фомич Андрияшев
- 1890—1903 — действительный статский советник Иван Васильевич Посадский-Духовской
- 1903—1907 — статский советник Евгений Адрианович Бессмертный
- 1907—1909 — действительный статский советник Василий Арсеньевич Немолодышев
- 1909—1919 — действительный статский советник Николай Владимирович Стороженко